# 石黒和弘
石黒 和弘（いしぐろ かずひろ、1941年7月1日 - 2015年10月）は、愛知県名古屋市熱田区出身のプロ野球選手（内野手、外野手）。

## 経歴
中京商業高校では2年生でレギュラー遊撃手となり、甲子園に4回出場。1958年の春の選抜では決勝に進出するが、済々黌高に敗退し準優勝に終わる。同年夏の選手権でも2回戦で同じ済々黌高に敗れる。1年上のチームメートにエースの伊藤竜彦、外野手の早瀬方禧がいた。翌1959年の春の選抜では、後にプロで同僚となる平沼一夫（中京大－西濃運輸－東京オリオンズ）、伊東栄二両投手の好投もあり、決勝で高木守道がいた県岐阜商を破って優勝。夏の選手権にも出場し春夏連覇を狙ったが、1回戦で高鍋高に完封負けを喫する。8月末からは全日本高校選抜の一員としてアメリカ西海岸・ハワイ遠征に参加した。
卒業後は慶應義塾大学へ進学し、東京六大学野球リーグでは1962年秋季リーグ、1963年春季リーグに優勝。1年下のエース渡辺泰輔を擁し、1963年の全日本大学野球選手権大会でも決勝で駒大を破り優勝している。クリーンナップとして活躍し、ベストナイン（遊撃手）を1962年秋季リーグから3季連続で獲得した。リーグ通算66試合に出場し222打数64安打、3本塁打、20打点、打率.288。大学同期には一塁手の西岡浩史、外野手の北川公一がいる。
1964年に東京オリオンズへ入団。開幕から遊撃手、一番打者の定位置を獲得、同年は117試合に出場し打率.256（23位）、13本塁打、37打点を記録する。中でも29二塁打は佐々木信也のパ・リーグ新人記録を更新し、この年のパシフィック・リーグの新人王の最有力候補として名前が挙がったが、結局は選出されなかった（該当者なし）。これには、打率の低さや存在の地味さ（当時のオリオンズは人気も他のチームに比べて低かった）が関係しているとみられる。
翌1965年は山崎裕之が入団、開幕から二塁手に回る。しかし打撃の低迷もあって、八田正と併用され出場機会が半減する。1967年には復活し、二塁手、一番打者として87試合に先発出場。翌1968年は前田益穂が二塁手に回ったため、右翼手として起用される。その後は段々と出場機会が減り、1971年を最後に現役を引退した。その後は経営コンサルタントとなった。

## 詳細情報

### 年度別打撃成績
| 年 度     | 球 団       | 試 合 | 打 席 | 打 数 | 得 点 | 安 打 | 二 塁 打 | 三 塁 打 | 本 塁 打 | 塁 打 | 打 点 | 盗 塁 | 盗 塁 死 | 犠 打 | 犠 飛 | 四 球 | 敬 遠 | 死 球 | 三 振 | 併 殺 打 | 打 率 | 出 塁 率 | 長 打 率 | O P S |
| --------- | ----------- | ----- | ----- | ----- | ----- | ----- | -------- | -------- | -------- | ----- | ----- | ----- | -------- | ----- | ----- | ----- | ----- | ----- | ----- | -------- | ----- | -------- | -------- | ----- |
| 1964      | 東京 ロッテ | 117   | 497   | 445   | 64    | 114   | 29       | 2        | 13       | 186   | 37    | 7     | 4        | 4     | 1     | 45    | 0     | 2     | 53    | 4        | .256  | .327     | .418     | .745  |
| 1965      | 東京 ロッテ | 86    | 211   | 179   | 21    | 40    | 6        | 1        | 7        | 69    | 19    | 2     | 2        | 1     | 2     | 26    | 0     | 3     | 36    | 6        | .223  | .332     | .385     | .717  |
| 1966      | 東京 ロッテ | 91    | 265   | 236   | 20    | 44    | 5        | 1        | 3        | 60    | 19    | 3     | 3        | 5     | 1     | 22    | 2     | 1     | 47    | 3        | .186  | .259     | .254     | .513  |
| 1967      | 東京 ロッテ | 110   | 376   | 351   | 36    | 84    | 18       | 0        | 9        | 129   | 24    | 14    | 5        | 6     | 0     | 19    | 1     | 0     | 43    | 7        | .239  | .278     | .368     | .646  |
| 1968      | 東京 ロッテ | 79    | 178   | 155   | 23    | 41    | 5        | 0        | 9        | 73    | 25    | 3     | 1        | 1     | 1     | 21    | 1     | 0     | 28    | 0        | .265  | .352     | .471     | .823  |
| 1969      | 東京 ロッテ | 29    | 54    | 48    | 4     | 9     | 3        | 0        | 1        | 15    | 3     | 0     | 0        | 2     | 0     | 3     | 0     | 0     | 9     | 3        | .188  | .235     | .313     | .548  |
| 1971      | 東京 ロッテ | 17    | 18    | 14    | 0     | 2     | 0        | 0        | 0        | 2     | 1     | 0     | 0        | 0     | 0     | 4     | 0     | 0     | 7     | 0        | .143  | .333     | .143     | .476  |
| 通算：7年 | 通算：7年   | 529   | 1599  | 1428  | 168   | 334   | 66       | 4        | 42       | 534   | 128   | 29    | 15       | 19    | 5     | 140   | 4     | 6     | 223   | 23       | .234  | .305     | .374     | .679  |

- 東京（東京オリオンズ）は、1969年にロッテ（ロッテオリオンズ）に球団名を変更

### 背番号
- 23 （1964年 - 1971年）